# Prislich
Prislich település Németországban, Mecklenburg-Elő-Pomeránia tartományban. Lakosainak száma 700 fő (2023. december 31.).

## Népesség
A település népességének változása:
| Lakosok száma | 696  | 700  | 681  | 697  | 700  |
|               | 2017 | 2019 | 2021 | 2022 | 2023 |